# Luca Brecel
Luca Brecel (Dilsen-Stokkem, 8 marzo 1995) è un giocatore di snooker belga, di origine italiana, professionista dal 2011, numero 2 del ranking. Il 1º maggio 2023 si laurea campione del mondo battendo in finale l’inglese Mark Selby per 18 frame a 15.

## Carriera amatoriale
Nel 2009 all'età di 14 diventò il campione europeo più giovane della storia per gli Under-19.
Nel maggio dello stesso anno arrivò al finale del World Series of Snooker in Portogallo, dove batte Jimmy White 4-3, e l'ex campione del mondo Ken Doherty 5-3 sul suo percorso fino ai quarti di finale, dove perse 4-5 contro Graeme Dott.
Diventò il campione belga di snooker il 24 maggio 2010, vincendo la finale 7-4 contro Bjorn Haneveer e riuscì anche ad ottenere il break più alto del torneo con 136.

## Carriera professionale

### Stagione 2011-2012
Brecel diventò professionista nel giugno del 2011 e fu il secondo belga nel circuito dopo Bjorn Haneveer.
Ad agosto si piazzò 87° nel Ranking.
Nel gennaio del 2012, riuscì ad ottenere il suo primo "147" (il punteggio massimo in un frame regolare dello snooker) durante un torneo amatoriale.
Giocò in tutti 12 eventi del Players Tour Championship durante la stagione, e in tre di questi riuscì ad arrivare ai trentaduesimi.
Alla fine della stagione, si piazzò al 69º posto.
Diventò il giocatore più giovane di aver partecipato nel Campionato Mondiale nel 2012, e durante le partite delle qualificazioni al torneo riuscì a sconfiggere Ian McCulloch, Barry Pinches, Michael Holt e Mark King. Vincendo contro tutti questi è quindi diventato uno di soli 5 giocatori sotto l'età di 18 anni a partecipare al Campionato Mondiale. Nonostante un break da 96 in una manche della sua partita del primo girone, perse 5-10 contro Stephen Maguire e uscì dal torneo.
Nonostante il suo piazzamento fuori dai primi 64 giocatori nella classifica mondiale, Brecel ricevette una wild card valida per due anni, insieme al maltese Tony Drago. Barry Hearn, il presidente della World Professional Billiards and Snooker Association, dichiarò che sarebbe stato "una perdita per lo sport" se Brecel non fosse stato parte della stagione.

### Stagione 2012-2013
Il secondo "147" di Brecel viene realizzato il 2 luglio 2012 anche se è avvenuto sempre durante un torneo amatoriale.
Brecel si qualificò per lo UK Championship 2012 dopo aver vinto quattro gironi di qualifica contro Scott Donaldson (6-5), Peter Lines (6-4), Liu Chuang (6-3) e l'ex campione del mondo Peter Ebdon (6-1). Nel torneo batté Ricky Walden, Mark King e venne eliminato solo ai quarti da Shaun Murphy per 6-5.

### 2013-
Col passare del tempo Brecel cominciò a diventare uno dei giocatori di punta del Ranking e ottenne la sua prima finale valevole per la classifica nel 2016 al German Masters. L'anno dopo ottenne invece la prima vittoria, al China Championship contro Murphy.
Il 26 marzo 2018 il belga realizzò la sua prima serie perfetta ufficiale.
Dopo essere riuscito a togliersi alcune soddisfazioni. Brecel cala nel pieno della sua crescita nelle stagioni 2018-2019 e 2019-2020 raggiungendo, come unici risultati di punta, un quarto di finale al Masters 2019 e una semifinale al China Open 2019.
Torna a vincere un torneo nella stagione 2019-2020, portando a casa il secondo evento della Championship League, creato appositamente per il ritorno all'attività dopo la pandemia di COVID-19. Nel corso della competizione, Brecel conquista, in tutte e tre le fasi a gironi, una vittoria e due pareggi, per un totale complessivo di 15 punti.

## Ranking[16]
| Stagione  | Ranking iniziale | Ranking finale |
| --------- | ---------------- | -------------- |
| 2011-2012 | Non classificato | 82             |
| 2012-2013 | Non classificato | 72             |
| 2013-2014 | 71               | 63             |
| 2014-2015 | 63               | 44             |
| 2015-2016 | 44               | 30             |
| 2016-2017 | 30               | 27             |
| 2017-2018 | 27               | 15             |
| 2018-2019 | 15               | 15             |
| 2019-2020 | 15               | 38             |
| 2020-2021 | 38               |                |

### Break Massimi da 147: 1[17]
| N° | Anno | Competizione        | Avversario   | Note   |
| -- | ---- | ------------------- | ------------ | ------ |
| 1  | 2018 | Championship League | John Higgins | [ 12 ] |

## Tornei vinti

### Titoli Non-Ranking: 1
| Titoli Ranking          | Titoli Ranking | Titoli Ranking | Titoli Ranking |
| ----------------------- | -------------- | -------------- | -------------- |
| Competizione            | Anno           | Avversario     | Note           |
| China Championship      | 2017           | Shaun Murphy   | [ 11 ]         |
| Scottish Open           | 2021           | John Higgins   | [ 18 ]         |
| Championship League     | 2022           | Lu Ning        |                |
| World Championship 2023 | 2023           | Mark Selby     |                |

| Titoli Non-Ranking  | Titoli Non-Ranking | Titoli Non-Ranking | Titoli Non-Ranking |
| ------------------- | ------------------ | ------------------ | ------------------ |
| Competizione        | Anno               | Avversario         | Note               |
| Championship League | 2020               | Ben Woollaston     | [ 15 ]             |

## Finali perse

### Titoli Non-Ranking: 1
| Titoli Ranking  | Titoli Ranking | Titoli Ranking | Titoli Ranking |
| --------------- | -------------- | -------------- | -------------- |
| Competizione    | Anno           | Avversario     | Note           |
| UK Championship | 2021           | Zhao Xintong   | [ 20 ]         |
| German Masters  | 2016           | Martin Gould   | [ 10 ]         |

| Titoli Non-Ranking | Titoli Non-Ranking | Titoli Non-Ranking | Titoli Non-Ranking |
| ------------------ | ------------------ | ------------------ | ------------------ |
| Competizione       | Anno               | Avversario         | Note               |
| Shoot-Out          | 2016               | Robin Hull         | [ 21 ]             |

## Palmarès

### Amatoriale
- Campionato Belga Under-16 – 2007, 2008, 2009
- Eventi ranking in Belgio
  - St.Martinus Gent – 2007
  - Happy Snooker Hasselt – 2009
  - Zele – 2010
  - Peer – 2011
- Campionato Open Malta – 2007
- Campionato Fiamminga Under-16 – 2008
- Campionato Belga a squadra – 2008
- Campionato Open Belga Under-21 – 2008
- Campionato Belga Under-21 – 2008, 2009
- Campionato Europeo Under-19 – 2009
- Open Internazionale Under-21 – 2009
- Campionato Belga – 2010
- Campionato Europeo – 2010